# Axonopus passourae
Axonopus passourae är en gräsart som beskrevs av George Alexander Black. Axonopus passourae ingår i släktet Axonopus och familjen gräs.
Artens utbredningsområde är Franska Guyana. Inga underarter finns listade i Catalogue of Life.